# Comuna Pîleava, Stara Sîneava
Pîleava (în ucraineană Пилява) este o comună în raionul Stara Sîneava, regiunea Hmelnîțkîi, Ucraina, formată din satele Mîkolaiivka, Oleksandrivka, Oleksiivka, Pîleava (reședința) și Vîșneve.

## Demografie
Componența lingvistică a comunei Pîleava
     Ucraineană (93,82%)
     Polonă (5,62%)
     Alte limbi (0,56%)
Conform recensământului din 2001, majoritatea populației comunei Pîleava era vorbitoare de ucraineană (93,82%), existând în minoritate și vorbitori de polonă (5,62%).